# Alison Arngrim
Alison Margaret Arngrim  (ur. 18 stycznia 1962, Nowy Jork) – amerykańska aktorka, występująca w filmach i serialach od siódmego roku życia. Najbardziej znana jest z roli Nellie Oleson, w serialu Domek na prerii, którą odtwarzała regularnie w latach 1974–1981 oraz gościnnie, jednorazowo w roku 1982.
Po zakończeniu pracy nad serialem, wystąpiła w tylko jednym filmie, by powrócić do aktorstwa w roku 2000. Jest mocno zaangażowana w działalność charytatywną. Często bierze udział w spotkaniach z pozostałymi aktorami "Domku na prerii", organizowanymi dla wielbicieli serialu. Brat, Stefan Arngrim jest również aktorem. 
W roku 2010 ukazała się jej autobiografia Confessions of a Prairie Bitch: How I Survived Nellie Oleson and Learned to Love Being Hated.